# Margarinotus striola
Margarinotus striola är en skalbaggsart som först beskrevs av C.R. Sahlberg 1819.  Margarinotus striola ingår i släktet Margarinotus och familjen stumpbaggar. Arten är reproducerande i Sverige.

## Underarter
Arten delas in i följande underarter:
- M. s. succicola
- M. s. striola

## Bildgalleri

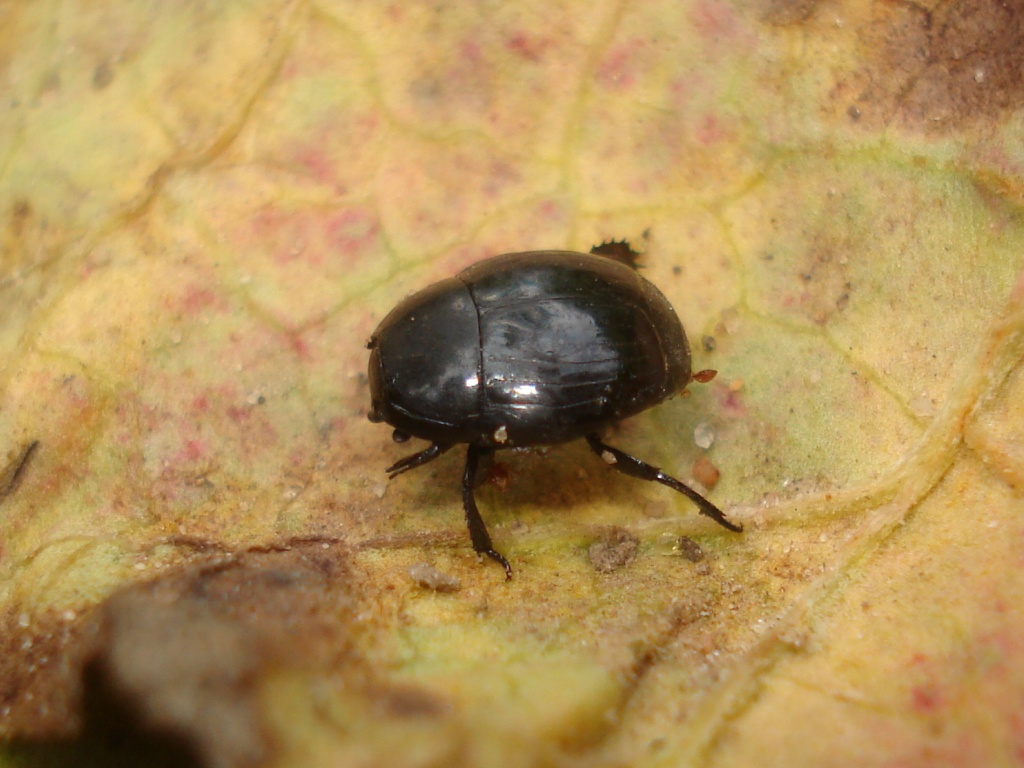
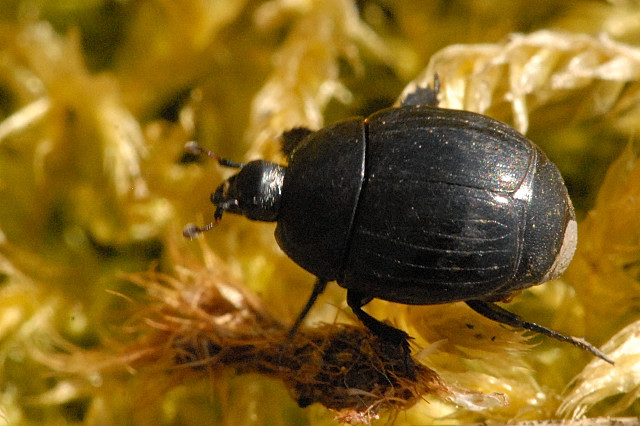